# Psorinum
Lo psorinum è un rimedio omeopatico  facente parte della categoria dei nosodi. È ricavato dal siero prelevato dalle pustole di malati scabbia non trattata. In omeopatia viene indicato per il trattamento di malattie della pelle, allergie e parassitosi. Come per tutti i rimedi omeopatici, la scienza moderna non vi riscontra alcuna efficacia terapeutica.